# COVID-19-Pandemie in Europa
Die COVID-19-Pandemie in Europa tritt als regionales Teilgeschehen des weltweiten Ausbruchs der Infektionskrankheit COVID-19 – die besonders die Atemwege befällt – auf und beruht auf Infektionen mit dem Ende 2019 neu aufgetretenen Virus SARS-CoV-2 aus der Familie der Coronaviren. Die COVID-19-Pandemie breitet sich seit Dezember 2019 von China ausgehend aus. Seit dem 16. Januar 2020 gab es nachgewiesene Coronainfektionen in Europa. Eine Woche später, am 24. Januar 2020, wurde der erste Fall auf dem Europäischen Kontinent in Frankreich der WHO gemeldet, und am 25. Januar wurde der erste Todesfall außerhalb Asiens, ebenfalls in Frankreich, gemeldet. Aufgrund der hohen Zahlen, welche die in China überstiegen, stufte die WHO Europa Anfang März 2020 zum Epizentrum der Pandemie ein.
Bis April 2021 erlebte der Kontinent drei Wellen der Pandemie. Die erste dauerte von März bis Mai 2020; sie führte in vielen Ländern zu einer Überlastung der Gesundheitsinfrastruktur und dadurch zu einer hohen Sterblichkeit. Die zweite Welle fand von September 2020 bis Anfang Februar 2021 statt und die dritte schloss sich kurz darauf ab März 2021 an.

## Europäische Union

### Organe der EU
Das Gesundheitswesen fällt gem. Art. 168 AEUV in die Zuständigkeit der Mitgliedstaaten. Die Tätigkeit der Organe der Europäischen Union „ergänzt jedoch die Politik der Mitgliedstaaten und ist auf die Verbesserung der Gesundheit der Bevölkerung, die Verhütung von Humankrankheiten und die Beseitigung von Ursachen für die Gefährdung der körperlichen und geistigen Gesundheit gerichtet“ (Art. 168 Abs. 2 AEUV).
In dieser Funktion haben insbesondere die Europäische Kommission, aber auch das EU-Parlament und der Rat diverse Maßnahmen getroffen, um die Mitgliedstaaten bei der Koordinierung ihrer nationalen Maßnahmen zu unterstützen, über die Ausbreitung des Virus sowie über wirksame Methoden zu dessen Eindämmung zu informieren und den coronabedingten Schaden für Wirtschaft und Gesellschaft zu beheben. Gemeinsames Ziel ist es, die Ansteckungskurve abzuflachen und die europäischen Gesundheitssysteme nicht zu überlasten.
Einzelne Instrumente sind etwa der Corona-Krisenstab der Europäischen Kommission unter Leitung von EU-Kommissar Janez Lenarčič in seiner Eigenschaft als Europäischer Koordinator für Notfallmaßnahmen, die Integrierte Regelung für die politische Reaktion auf Krisen (IPCR) zur politischen Abstimmung der EU-Institutionen mit den betroffenen Mitgliedstaaten und anderen Akteuren und nicht zuletzt der Europäische Aufbauplan, aus dem insgesamt 723,8 Mrd. EUR zur Förderung von Reformen und Investitionen in den Mitgliedstaaten bereitgestellt werden (385,8 Mrd. EUR an Darlehen und 338 Mrd. EUR an Finanzhilfen).
Um den Inhabern vor allem im Sommer 2021 die Wahrnehmung ihres Rechts auf Freizügigkeit gem. Art. 21 AEUV trotz der COVID-19-Pandemie zu erleichtern, wurde mit der Verordnung (EU) 2021/953 vom 14. Juni 2021 das digitale COVID-Zertifikat der EU eingeführt.

### Einzelne Mitgliedstaaten
Diese Liste soll einen Überblick über Entwicklungen in einzelnen Mitgliedstaaten der Europäischen Union (in alphabetischer Reihenfolge) geben. Sie hat keinen Anspruch auf Vollständigkeit.

#### Belgien

Bestätigte Infizierte in Belgien nach Daten der WHO; oben kumuliert, unten Tageswerte

Der erste COVID-19-Fall in Belgien wurde Anfang Februar 2020 bei einem Rückkehrer aus Wuhan festgestellt. Ab Mitte März und im April 2020 breitete sich das Virus in Belgien mit hoher Dynamik aus. Im April 2020 gehörte Belgien, in relativen Zahlen gemessen, noch vor Italien und Spanien zu den am härtesten betroffenen Ländern weltweit. Ende April meldete der FÖD Volksgesundheit rund 50.000 bestätigte Infektionen und rund 7700 bestätigte Todesfälle. Die belgischen Behörden reagierten ab Mitte März 2020 mit deutlichen Einschränkungen des öffentlichen Lebens. Auch wurden die Grenzen zu den Nachbarländern für alle nicht-dringenden Aufenthalte geschlossen. Die täglichen Neuinfektionszahlen gingen daraufhin deutlich zurück und bis Anfang August 2020 stieg die Gesamtfallzahl auf 70.000 an. Danach begann eine sehr viel stärkere zweite Welle und Mitte September waren es bereits 100.000, Anfang November 500.000 Infizierte. Ähnlich verhielt es sich bei den Todeszahlen. Nachdem von Mitte März bis Mitte Mai 2020 zirka 9.000 Menschen mit positivem COVID-19-Befund gestorben waren, kam es zu einer Verlangsamung und Anfang Oktober waren es über 10.000 Tote. Danach begann ein erneuter starker Anstieg und Ende Dezember waren es bereits über 19.000 Tote. Rein rechnerisch haben sich im Jahr 2020 über fünf Prozent der Bevölkerung (645.000 der 11,4 Millionen Einwohner) mit SARS-CoV-2 infiziert.

#### Dänemark

Bestätigte Infizierte in Dänemark nach Daten der WHO; oben kumuliert, unten Tageswerte

Dänemark hat besonders früh mit strikten Maßnahmen auf die Corona-Krise reagiert, unter anderem sind seit dem 14. März 2020 die Grenzen für Ausländer ohne triftigen Einreisegrund geschlossen. Schulen, Kindergärten, Restaurants, Cafés und Freizeiteinrichtungen sind ebenfalls geschlossen, es gilt ein Versammlungsverbot für mehr als zehn Personen.
Am 11. März 2020 gab die Gesundheitsbehörde Sundhedsstyrelsen einen Wechsel in der Teststrategie bekannt: Es sollen nur noch Menschen, die mit starken Atembeschwerden oder einer Atemwegserkrankung in ärztlicher Behandlung sind, auf das neuartige Coronavirus getestet werden. Dies führt dazu, dass tatsächlich deutlich mehr Menschen mit dem neuartigen Coronavirus infiziert sind, als es die offizielle Statistik ausweist. Im Oktober hat die dänische Regierung die Keulung von einer Million Nerzen auf Pelztierfarmen angeordnet, weil sie das Virus übertragen können. Am 4. November 2020 wurde angeordnet, sämtliche 15 bis 17 Mio. Nerze im Land zu keulen. Da es jedoch noch keine gesetzliche Befugnis gibt, Nerze außerhalb der 7,8-Kilometer-Zonen zu keulen, handelt es sich erst um eine Aufforderung zur Keulung sämtlicher Nerze. Die Bedeutung der neuen Virusvariante Cluster 5 kann noch nicht sicher abgeschätzt werden.
Die geografisch zu Nordamerika gezählte, politisch aber mit Dänemark und dadurch mit Europa assoziierte Insel Grönland hat bisher (Stand November 2020) keinen Ausbruch erlebt. Infektionen gehen auf Einreisen zurück, und vermutlich hat kein infizierter Eingereister weitere Personen angesteckt.

#### Deutschland

Bestätigte Infizierte in Deutschland nach Daten der WHO; oben kumuliert, unten Tageswerte

Das Bayerische Gesundheitsministerium bestätigte am 28. Januar 2020 die erste Infektion in Deutschland. Ein 33-jähriger Mitarbeiter des Automobilzulieferers Webasto, der in der Unternehmenszentrale in Stockdorf bei München arbeitete, hatte sich während einer firmeninternen Schulung bei einer vom Unternehmensstandort Shanghai angereisten chinesischen Kollegin angesteckt. Im Zusammenhang damit infizierten sich noch 13 weitere Mitarbeiter und Angehörige. Bis Ende Februar 2020 wurden alle Infizierten als geheilt aus der Klinik entlassen.
Das Robert Koch-Institut (RKI) hatte am 22. Januar 2020 erklärt, „dass nur wenige Menschen von anderen Menschen angesteckt werden können“ und dass sich das Virus nicht sehr stark auf der Welt ausbreiten würde. Dies wurde vom Virologen Alexander Kekulé kritisiert, der am selben Tag erklärte, dass er „nicht ganz die Gelassenheit des Robert Koch-Instituts“ teile.
Am 25. Februar 2020 wurde der erste Erkrankte in Baden-Württemberg bestätigt, der sich wahrscheinlich bei einer Italienreise in Mailand angesteckt hatte. Kurz darauf wurde auch bei einer Person aus Nordrhein-Westfalen COVID-19 nachgewiesen. Danach stieg die Zahl der nachgewiesenen Infektionen stark an: Am 16. März 2020 gab es 4838 bestätigte Fälle und 12 bestätigte Todesfälle in Deutschland.
Sprach zunächst das Robert Koch-Institut davon, dass „die Pandemie von selbst gestoppt [wird], wenn sich immer mehr Menschen infiziert haben und eine Immunität aufbauen“, so muss dennoch die Strategie offensichtlich eine „Ausrottung“ der Krankheit sein, um eine Überlastung des Gesundheitssystems sowie eine Wirtschaftskrise zu vermeiden.
Nach einem Treffen mit den Ministerpräsidenten der Länder am 13. März 2020 appellierte Bundeskanzlerin Angela Merkel an die Bürger, „alle nicht notwendigen Veranstaltungen abzusagen und auf Sozialkontakte zu verzichten“. In vielen Bundesländern wurden Maßnahmen beschlossen, um die Verbreitung des Virus zu verlangsamen; Großveranstaltungen wurden verboten, Kitas und Schulen geschlossen. Nach Empfehlung des Bundesgesundheitsministeriums vom 13. März 2020 sollten sich „alle Reiserückkehrer aus Italien, Österreich und der Schweiz selbst in Quarantäne begeben“, das heißt symptomunabhängig „unnötige Kontakte“ vermeiden „und […] zwei Wochen zu Hause“ bleiben.
Mitte März 2020 warnte das Gesundheitsministerium vor dem Gerücht, dass bald massive weitere Einschränkungen des Lebens angekündigt werden, und auch der bayerische Ministerpräsident Markus Söder wies Gerüchte über eine Zwangsschließung von Gaststätten zurück. Drei Tage später teilte Bundeskanzlerin Angela Merkel mit, dass Gaststätten und Freizeiteinrichtungen geschlossen werden. Sie sagte auch: „Um die Ausbreitung des Virus zu verlangsamen seien Maßnahmen nötig, die es so in Deutschland noch nicht gegeben habe.“
Am 17. März veränderte das RKI die Gefährdungseinschätzung für die Gesundheit der Bevölkerung und schätzte dies nunmehr als insgesamt „hoch“ ein. Die Belastung des Gesundheitswesens könne örtlich „sehr hoch“ sein. Daraufhin legten zunächst einzelne Bundesländer Maßnahmen zu Ausgangsbeschränkungen fest, beispielsweise wurden in Baden-Württemberg ab dem 18. März 2020 gemäß der Corona-Verordnung der Landesregierung sämtliche Versammlungen und Veranstaltungen untersagt, Kirchen, Synagogen, Moscheen, Kultur- und Bildungseinrichtungen geschlossen und das Bayerische Staatsministerium für Gesundheit und Pflege erließ am 20. März 2020 per Allgemeinverfügung eine „Vorläufige Ausgangsbeschränkung“ mit Wirkung vom 21. März 2020 bis zunächst 3. April 2020. Unter anderem war das Verlassen der eigenen Wohnung nur noch bei Vorliegen „triftiger Gründe“ erlaubt.
Am 22. März 2020 einigten sich Bund und Länder auf ein „umfassendes Kontaktverbot“. Beim Zusammentreffen im öffentlichen Raum sollte ein Mindestabstand von 1,5 m eingehalten werden, die Gastronomiebetriebe wurden geschlossen. Auch Dienstleistungsbetriebe im Bereich der Körperpflege (z. B. Friseure) blieben geschlossen. Kernpunkt des Kontaktverbotes ist, dass der Aufenthalt im öffentlichen Raum „nur alleine oder mit einer weiteren Person oder im Kreis der Angehörigen des eigenen Hausstands gestattet“ ist. Die Maßnahmen galten zunächst bis zum 19. April 2020.
Die im internationalen Vergleich geringe Sterblichkeitsrate, die flächendeckenden Testkapazitäten wie auch der rasche Ausbau von Beatmungsplätzen fanden im Frühling 2020 Anerkennung in den internationalen Medien.
Mit Stand vom 1. März 2021 stieg die Gesamtzahl der Coronatoten in Deutschland auf 70.045. Seit Pandemiebeginn wurden ca. 2,5 Millionen Coronainfektionen registriert. Etwa 2,2 Millionen der betroffenen Menschen gelten als genesen. Die Sieben-Tage-Inzidenz ist in Deutschland ein wesentlicher Maßstab bei der Verhängung von Restriktionen zur Eindämmung der Epidemie oder zur Lockerung der angeordneten Einschränkungen. Nach der Verhängung eines „harten“ Lockdowns im Dezember 2020 ging der Inzidenzwert allmählich zurück. Um wieder Lockerungen anordnen zu können, war es im März 2021 das Ziel von Bund und Ländern, die Sieben-Tage-Inzidenz unter einen Wert von 35 zu drücken. Da die sich schneller ausbreitende britische Variante B.1.1.7 Mitte März 2021 bereits etwa 90 % der Neuinfektionen ausmachte, stiegen die Inzidenzen im März 2021 jedoch wieder an, sodass eine „Notbremse“ für Gebiete hoher Inzidenz (mit Lockerungsmodellen) eingeführt wurde.

Nach einem Rückgang am Anfang des Jahres stiegen ab April 2021 auch die COVID-19-Fallzahlen in Deutschland und dementsprechend auch die 7-Tage-Inzidenz wieder rasant an; dies betraf insbesondere die Altersgruppen unter 65 Jahren und wird auch bei Kindern und Jugendlichen beobachtet. Seit Mitte März 2021 stiegen außerdem die COVID-Fallzahlen auf den Intensivstationen der Krankenhäuser deutlich an. Die Dynamik der Verbreitung der Varianten B.1.1.7, B.1.351 und P.1 von SARS-CoV-2 nimmt derzeit besorgniserregend zu.

#### Estland, Lettland, Litauen
Die Staaten des Baltikums meldeten an folgenden Daten jeweils den ersten Infektionsfall: Estland am 27. Februar 2020, Litauen am 28. Februar 2020 und Lettland am 3. März 2020.
Am 13. März 2020 wurde berichtet, dass in Estland bis zum 1. Mai 2020 die Schulen geschlossen und öffentliche Versammlungen verboten wurden. Reisende aus Risikogebieten mussten sich für zwei Wochen in Quarantäne begeben.
Nachdem Litauen Mitte März 2020 (mit 34 Infektionsfällen am 19. März 2020) den nationalen Notstand ausgerufen hatte und die gesamte Bevölkerung für zwei Wochen unter Quarantäne gestellt hatte, wurden die zuvor ermittelten Bewegungsprofile der Infektionsfälle anonymisiert im Internet veröffentlicht. Zu den EU-Nachbarländern Polen und Lettland wurden Grenzkontrollen eingerichtet (Stand 14. März 2020).
In Lettland wurden im März 2020 die Schulen geschlossen. Mitte März 2020 verhängte Lettland ein Einreiseverbot für Reisende u. a. aus Deutschland.

#### Frankreich

Bestätigte Infizierte in Frankreich nach Daten der WHO; oben kumuliert, unten Tageswerte

Ende Januar 2020 trat mit drei Erkrankten in Frankreich das Virus erstmals in Europa auf.
Am 15. Februar 2020 wurde der erste Todesfall in Europa und damit außerhalb Asiens bekanntgegeben; es handelte sich um einen 80-jährigen Touristen aus China, der in Frankreich verstarb.

Der französische Gesundheitsminister Olivier Véran berichtete am 22. Februar, dass Frankreich die Zahl der Labore, die Infektionen nachweisen können, vervielfacht habe. Als Ziel gab er an, die Kapazität von derzeit 400 Tests pro Tag auf mehrere Tausend Tests pro Tag auszuweiten. Mitte März wurde bis auf weiteres die Schließung aller Kitas, Schulen, Universitäten und öffentlich zugänglichen Einrichtungen (Geschäfte, Restaurants etc.) angeordnet. In der Folgezeit entwickelte sich Frankreich zu einem weltweiten Schwerpunkt, Mitte April meldete Frankreich über 100.000 Infizierte, kurz darauf zudem über 20.000 Tote. Ende Mai waren es knapp 30.000 Tote bei mehr als 140.000 Infizierten, was einer Sterblichkeit von zirka 20 Prozent entspräche, so dass es vermutlich eine hohe Dunkelziffer bei den Infizierten gibt.

#### Griechenland

Bestätigte Infizierte in Griechenland nach Daten der WHO; oben kumuliert, unten Tageswerte

Der erste Fall wurde am 26. Februar 2020 bekannt, als eine Griechin, die von einer Reise aus dem schon betroffenen Norditalien zurückgekehrt war, in Thessaloniki positiv auf SARS-CoV-2 getestet wurde. Bereits einen Tag später wurden umfangreiche Maßnahmen beschlossen, die innerhalb von drei Tagen in Kraft traten, darunter die Einstellung des Lehrbetriebs an Schulen und Universitäten und eine Untersagung sämtlicher Kultur- und Sportaktivitäten. Es folgte eine landesweite Ausgangssperre und eine Verschärfung und Überarbeitung die am 23. März verkündet wurde. Seitens der Behörden wurden die strengeren Restriktionen mit dem Argument gerechtfertigt, dass das Gesundheitssystem nach einem mehrjährigen Sparkurs weniger Fälle verkraften könne, als das anderer EU-Länder. Die vergleichsweise erfolgreiche Eindämmung der SARS-CoV-2-Infektionen in Griechenland ist Gegenstand internationaler Berichterstattung. Ab September 2020 verschlechterte sich die Lage zunehmend und es gab binnen eines Monats doppelt so viele Neuinfektionen (ca. 10.000) wie in den sieben Monaten seit Beginn. Danach begann ein schneller Anstieg auf 100.000 Fälle (Anfang Dezember 2020). Danach sanken die wöchentlichen Fallzahlen wieder, stiegen aber in den ersten Monaten des Jahres 2021 erneut an.

#### Italien

Bestätigte Infizierte in Italien nach Daten der WHO; oben kumuliert, unten Tageswerte

In der Nacht zum 22. Februar 2020 wurden in Italien die ersten durch das neuartige Coronavirus bedingten Todesfälle unter Europäern gemeldet. In der Lombardei waren am 22. Februar zunächst 39, später 46 Menschen als infiziert gemeldet, mit einer Häufung von Fällen in der Stadt Codogno; hinzu kamen 12 Infizierte in Venetien. Der „Patient 1“, ein 38-Jähriger, auf den zumindest die Infektionen in der Lombardei zurückgeführt werden, sei in gesundheitlich stabilem Zustand. Patient null wurde laut Quelle nicht gefunden. In Codogno und weiteren neun umliegenden Gemeinden wurde die Schließung der Schulen und öffentlichen Lokale für die Dauer einer Woche verfügt. Am 22. Februar 2020 wurden die 50.000 dort lebenden Menschen aufgefordert, zu Hause zu bleiben, und die betroffenen zehn Kommunen in der Lombardei und eine Kommune in Venetien wurden abgeriegelt. Am selben Abend rief Friaul-Julisch Venetien als erste italienische Region den Notstand aus, um auf auftretende Krankheitsfälle flexibel reagieren zu können. Im Laufe des Vormittags des 23. Februar 2020 wurde die Zahl von 100 Infizierten überschritten. Dabei kam es auch außerhalb der elf abgeriegelten Gemeinden zu weiteren Erkrankungen. Der Bürgermeister von Mailand Giuseppe Sala kündigte die Schließung der Schulen in Mailand bis mindestens Ende der Woche an. Am Nachmittag des 23. Februar 2020 war in Cremona das dritte Todesopfer in Italien zu verzeichnen. Die Zahl der Infizierten stieg in den Folgetagen deutlich weiter an, darunter waren erstmals auch Infizierte aus nicht abgeriegelten Provinzen (zu aktuellen Zahlen siehe COVID-19-Pandemie in Italien).
Der italienische Vertreter in der Direktion der WHO Walter Ricciardi behauptete, dass die Zahlen in Italien auch deshalb höher als in anderen Regionen der Welt seien, weil in Italien anfänglich Massentests auf das Virus durchgeführt wurden. Da man sich jedoch nicht auf diejenigen beschränkte, die Kontakt mit Erkrankten hatten, gingen viele Symptomfreie mit in die Statistik ein. Symptomfreie positiv Getestete sind gemäß den Regeln der WHO in der Statistik mitzuzählen. Der italienische Virologe Roberto Burioni bemängelt hingegen die öffentliche Intention, in Italien die Gefahr herabzuspielen.
Das Robert Koch-Institut zählt seit dem 5. März 2020 auch Südtirol zu den Risikogebieten. Am 8. März 2020 wurde das abgeriegelte Gebiet in Norditalien vergrößert, so dass die Bewegungsfreiheit von rund 16 Millionen Menschen in Italien eingeschränkt wurde. Am 9. März 2020 entschied die Regierung, die Bewegungseinschränkungen auf das gesamte italienische Staatsgebiet auszuweiten.

Am 14. März 2020 (11.685 Infizierte, 966 Tote) war die Lombardei die am stärksten von der COVID-19-Pandemie betroffene Region in Europa. Ende März meldete Italien mehr als 100.000 Infizierte und über 10.000 Tote. Schon Mitte April 2020 wurden mehr als 20.000 Tote registriert und Ende April 2020 waren es mehr als 200.000 Infizierte. Anfang Mai 2020 meldete man mehr als 30.000 Tote. Danach verlangsamte sich der Prozess auf etwas über 230.000 Infizierte und über 33.000 Tote Ende Mai.

#### Kroatien

Bestätigte Infizierte in Kroatien nach Daten der WHO; oben kumuliert, unten Tageswerte

Am 25. Februar wurde die erste COVID-19-Erkrankung in Kroatien bestätigt. Der Erkrankte hatte sich vom 19. bis zum 21. Februar in Mailand, Italien, aufgehalten. Nach der positiven Testung wurde er im Universitätsklinikum „Dr. Fran Mihaljević“ für Infektionskrankheiten in Zagreb untergebracht. In der Nacht vom 17. auf den 18. März wurde der erste Todesfall gemeldet; es verstarb ein Mann in der Selbstisolation. Die Obduktion ergab das Virus als Todesursache.
Am 11. März 2020 wurden mit den Schulschließungen in der Gespanschaft Istrien, welche zu dieser Zeit die am stärksten betroffene Gespanschaft war, die ersten beträchtlichen Einschränkungen des sozialen Lebens in Kroatien verhängt bzw. angekündigt. Am 16. März traten verschärfte Maßnahmen in Kraft, darunter auch die landesweite Schließung aller Bildungseinrichtungen.
Die Regierung der Republik Kroatien richtete eine Website (koronavirus.hr) sowie die Telefonnummer 113 für zeitnahe und richtige Informationen über das Coronavirus ein.
Mit Stand vom 27. April 2020 waren in Kroatien 2.039 Personen an dem Virus erkrankt. Davon sind 1.166 genesen und 59 verstorben.

#### Niederlande (und Überseegebiete)
In den Niederlanden wurde offiziell am 27. Februar 2020 die erste Infektion gemeldet, der erste Todesfall am 6. März. Mutmaßlich gab es bereits zuvor ungemeldete Fälle. Am 11. März folgte die offizielle Feststellung, dass das Land sich in einer Pandemie befindet. Noord-Brabant war ein erstes Kerngebiet der Infektionen, was mit dem Karneval und den Ferienzeiten in dieser Region erklärt werden könnte.
Es folgten wie in Deutschland mehrere Wellen. Zeitweilig mussten Patienten nach Deutschland überführt werden. Es wurde der vorhergegangene Sparkurs im Gesundheitswesen diskutiert. Ferner kam es zeitweise zu Einschränkungen des Verkehrs mit den Nachbarländern Belgien und Deutschland. Im Frühjahr 2020 und im Winter 2020/2021 wurden Schulen geschlossen. Von der WHO und aus den Nachbarländern kam es zu Kritik u.a. wegen anfänglich geringer Testkapazitäten und moderaten Maßnahmen. Bemängelt wurde außerdem die nur langsam startende Impfkampagne Anfang 2021.
Im Januar bis in den April 2021 galt eine Ausgangssperre. Wegen gesetzestechnischer Probleme musste die gesetzliche Grundlage dazu erneuert werden. Während der Pandemie war die Regierung aus anderen Gründen zurückgetreten (Januar 2021), und im März 2021 fanden Wahlen zum Parlament (Zweite Kammer) statt. Für Risikogruppen wurde erstmals die Briefwahl eingeführt. Die Politik diskutierte die Ausrufung eines Notstandes nach Art. 103 der Verfassung, nahm davon aber schließlich Abstand.

In den karibischen Teilen des Königreichs wurde am 14. März 2020 der Flugverkehr mit Europa vorsorglich eingestellt. Am 31. März meldete die erste Insel, Sint Eustatius, einen Infektionsfall. Das gemeinsame Statut des Königreichs sieht gegenseitigen Beistand in Krisenzeiten vor, dem ist das Land Niederlande mit Geld und Material nachgekommen. Im Februar 2021 trafen die ersten Impfstoffe ein.

#### Österreich

Bestätigte Infizierte in Österreich nach Daten der WHO; oben kumuliert, unten Tageswerte

Nach weiteren zahlreichen, meist negativen Verdachtsfällen in den Tagen vor dem 25. Februar 2020 wurden an diesem Tag erstmals zwei Krankheitsfälle in Innsbruck gemeldet. Dabei handelte es sich um zwei 24-jährige aus der Lombardei stammende Italiener, die in Innsbruck leben und einige Tage vorher aus ihrer Herkunftsregion Bergamo nach Tirol kamen. Einen weiteren Fall gab es zwei Tage später in Wien, wo ein älterer Patient bereits zehn Tage im Spital auf Grippe behandelt wurde. Es folgten weitere Positivdiagnosen in Wien und in anderen Bundesländern.
Am 27. Februar 2020 gab die Bundesregierung bundeseinheitliche Richtlinien aus, denen zufolge bei Verdachtsfällen kein Arzt aufgesucht, sondern primär die im Jahr zuvor geschaffene Gesundheitshotline 1450 angerufen werden sollte, um andere Personen keiner Ansteckungsgefahr auszusetzen. Diese Hotline sollte danach die weiteren Schritte, beispielsweise einen Hausbesuch zur Durchführung eines Tests, organisieren.
Im März 2020 sollen Ereignisse im Ferienort Ischgl (Tirol) maßgeblich zur europaweiten Verbreitung des Coronavirus SARS-CoV-2 und damit zur Ausbreitung der Atemwegserkrankung COVID-19 in ganz Europa beigetragen haben. Das deutsche Nachrichtenmagazin Der Spiegel brachte im Zuge einer ausführlichen Recherche mehr als 11.000 Infektionsfälle weltweit mit Ischgl in Verbindung. Island erklärte Ischgl bereits Anfang März 2020 zum Risikogebiet für isländische Staatsbürger. Der Tiroler Ferienort wurde aber erst acht Tage später von den österreichischen Behörden unter Quarantäne gestellt, so dass noch hunderte Urlauber unkontrolliert nach ganz Europa ausreisen konnten. Seit Ende März 2020 ermittelt die Staatsanwaltschaft Innsbruck, ob im Zusammenhang mit den Ereignissen in Ischgl der begründete Verdacht einer „Gefährdung durch ansteckende Krankheiten“ besteht.
Am 10. März 2020 gab die Bundesregierung eine Reisewarnung mit der höchsten Sicherheitsstufe (6) für Italien und San Marino aus und verhängte eine Einreisesperre für Reisende aus Italien. Nachdem Mitte März zuerst einzelne Gemeinden unter Quarantäne gestellt worden waren, verlautbarte Bundeskanzler Sebastian Kurz am 15. März 2020 eine landesweite Ausgangsbeschränkung, verbunden mit einer Einschränkung der Versammlungsfreiheit auf bis zu fünf Personen. Die Ausgangsbeschränkungen umfassten das Verbot des Betretens „öffentlicher Orte“, wobei Berufsarbeit, dringend notwendige Besorgungen (bspw. Lebensmittel) und Betreuung/Hilfe anderer Personen ausgenommen waren. Außerdem war das Betreten öffentlicher Orte im Freien ohne Angabe von Gründen möglich, wenn ein Abstand von mindestens einem Meter zu Menschen sichergestellt war, die nicht im selben Haushalt lebten. Die Ausgangsbeschränkungen endeten am 1. Mai 2020.
Von 17. März bis 14. Mai 2020 galt für gastronomische Betriebe eine Totalsperre, wobei die Abholung und Lieferung zulässig blieben.

Die Entlassung aus dem Zivildienst und dem Grundwehrdienst wurde aufgeschoben. Auf freiwilliger Basis wurden auch ehemalige Zivildienstleistende einberufen. Außerdem wurde die Miliz mobilisiert.

#### Polen

Bestätigte Infizierte in Polen nach Daten der WHO; oben kumuliert, unten Tageswerte

Der erste Fall einer Infektion wurde in Polen am 4. März 2020 bestätigt. Die infizierte Person hatte sich zuvor im deutschen Bundesland Nordrhein-Westfalen aufgehalten, um den dortigen Karnevalsfestlichkeiten beizuwohnen. Der erste Todesfall im Zuge der Pandemie wurde am 12. März 2020 bestätigt. Die polnische Regierung reagierte bislang mit tiefgreifenden Beschränkungen des öffentlichen Lebens. Aufgrund einbrechender Lieferketten mussten zudem landesweit Fabriken ihren Betrieb einstellen. Die zuvor für den 10. Mai 2020 angesetzten Präsidentschaftswahlen mussten verschoben werden.

#### Schweden

Bestätigte Infizierte in Schweden nach Daten der WHO. Oben kumuliert, unten Tageswerte

Schweden zählte am 24. März 2020 fast 2300 Infizierte und etwa 36 Tote.
Bis Juli 2020 wurde die Strategie der schwedischen Regierung beschrieben als Strategie zur Verlangsamung des Infektionsgeschehens durch Maßnahmen mit vorwiegendem Empfehlungscharakter, die auf lange Zeit durchgehalten werden können. Dabei hatten die Behörden die Hoffnung, dass ein gewisses Maß an Herdenimmunität als Nebeneffekt entstehen würde, verfolgten dies jedoch nicht als Ziel der Strategie. Ende November 2020 griff die Regierung erstmals stärker in das öffentliche Leben ein und erließ Kontaktbeschränkungen. Wegen verfassungsrechtlicher Bedenken konnte die Regierung aber keinen vollständigen Lockdown erlassen. Die Regierung arbeitete ab Ende 2020 an einem umfassenden Pandemiegesetz.

#### Spanien

Bestätigte Infizierte in Spanien nach Daten der WHO; oben kumuliert, unten Tageswerte

Nachdem sich die Zahl der Infizierten innerhalb der zweiten Märzwoche (Kalenderwoche 11) verzehnfacht hatte, verkündete der spanische Ministerpräsident Pedro Sánchez am 13. März einen ab dem 16. März beginnenden nationalen Notstand. Damit einher ging eine landesweite Ausgangssperre, die bis zum 26. April andauert. Mit Ausnahme von Lebensmittelläden und Apotheken wurde die Schließung aller öffentlich zugänglichen Einrichtungen (Geschäfte, Restaurants) angeordnet. Am 25. März meldete auch Spanien mehr Todesopfer als China. Am 28. März 2020 verkündete Ministerpräsident Pedro Sánchez eine Verschärfung der Ausgangssperre: Arbeitnehmer wurden zwangsbeurlaubt, erhielten weiterhin ihr Gehalt und haben nicht geleistete Arbeitsstunden später nachzuholen. Nur für den Staat essentielle Tätigkeiten, etwa im Lebensmittelhandel, durften weiterhin ausgeübt werden.

Ende März 2020 meldete Spanien 100.000 Infizierte, bereits Mitte April über 200.000. Danach kam es – auch durch Nachkorrekturen – zu einer Verlangsamung des Anstiegs und Mitte Mai waren etwas über 270.000 Infektionsfälle gemeldet. Anfang April wurden 10.000 Tote registriert, kurz darauf – Mitte April 2020 – bereits 20.000, dann verlangsamte sich auch dieser Anstieg deutlich und Mitte Mai waren es etwas über 27.000 Tote.

#### Tschechien

Bestätigte Infizierte nach Daten der WHO. Oben kumuliert, unten Tageswerte

### Belarus

Bestätigte Infizierte in Belarus nach Daten der WHO; oben kumuliert, unten Tageswerte

### Bosnien und Herzegowina

Bestätigte Infizierte in Bosnien und Herzegowina nach Daten der WHO; oben kumuliert, unten Tageswerte

## Weitere europäische Länder

### Island

Bestätigte Infizierte in Island nach Daten der WHO; oben kumuliert, unten Tageswerte

Die Regierung unter Ministerpräsidentin Katrín Jakobsdóttir hat das öffentliche Leben eingeschränkt und lässt großflächig testen. Auch Menschen ohne Symptome werden getestet (Stand: 26. März 2020).
Einen besonderen „Aufschrei“ gab es, als bekannt wurde, dass sich mehrere Isländer im österreichischen Skiort Ischgl infiziert hatten; obwohl die isländische Regierung Ischgl als Risikogebiet deklariert hatte, reagierte die Lokalregierung des Skiorts erst eine Woche später.

### Liechtenstein

Bestätigte Infizierte in Liechtenstein nach Daten der WHO; oben kumuliert, unten Tageswerte

Die Regierung des Fürstentums Liechtenstein berichtet über das Amt für Gesundheit im Ministerium für Gesellschaft seit dem 11. Februar 2020 in Medienmitteilungen der Regierung über die Situation im Land. Über die Medienmitteilungen werden neben Anordnungen, Gesetzesänderungen und sonstigen Maßnahmen auch Fallzahlen von Infizierten und den bisher durchgeführten Tests in Liechtenstein genannt. Am 23. März 2020 gab die Regierung von Liechtenstein mehrere Maßnahmen im Gesundheitssystem bekannt. Da aufgrund der steigenden Fallzahlen im Land auch mit weiteren schweren Krankheitsverläufen gerechnet werden müsse, wolle man neben den bisherigen Betten im Liechtensteinischen Landesspital weitere Kapazitäten im Haus St. Peter und Paul schaffen, um sich auf diese Situation vorzubereiten. Zusätzlich zu den bestehenden Beatmungsgeräten im Landesspital wurden im Zuge der Corona-Krise im März 2020 fünf weitere Beatmungsgeräte angeschafft. Falls es die Lage erfordere, wolle man darüber hinaus noch weitere Beatmungsplätze im Spital einrichten.

### Monaco

Bestätigte Infizierte in Monaco nach Daten der WHO; oben kumuliert, unten Tageswerte

### Russland

Bestätigte Infizierte in Russland nach Daten der WHO; oben kumuliert, unten Tageswerte

Drei Regionen der Russischen Föderation, die eine gemeinsame Außengrenze mit China besitzen, schlossen die Grenze bis zum 7. Februar 2020 (Jüdische Autonome Oblast, Oblast Amur, Region Chabarowsk).
Der Ministerpräsident von Russland verfügte am 30. Januar 2020 eine zeitweilige Beschränkung des Verkehrs an 16 von insgesamt 25 Grenzübergängen zur Volksrepublik China.
Ab dem 20. Februar 2020 durften vorübergehend keine chinesischen Staatsbürger mehr in die Russische Föderation einreisen.
Die Russische Föderation hatte am 1. Februar 2020 erstmals zwei Infektionsfälle bekannt gegeben. Danach stiegen die Fallzahlen an auf 15 Infektionsfälle am 8. März 2020.
Um den Import von weiteren Fällen zu verhindern, ordnete die Verwaltung der Hauptstadt Moskau an, dass Rückkehrer aus China, Südkorea, Frankreich, Deutschland, Italien, Spanien, dem Iran sowie weiteren von der Epidemie betroffenen Ländern sich für zwei Wochen in häusliche Quarantäne begeben müssen. Für die Zeit vom 23. März bis zum 12. April 2020 ordnete der Bildungsminister landesweite Schulschließungen an. Am 18. März 2020 waren in Russland 114 Fälle von COVID-19 bekannt, die Hälfte davon in Moskau. Theater wurden geschlossen, Festivals abgesagt und Veranstaltungen mit über 50 Personen in Moskau verboten.
Am 22. März 2020 gab es 306 Fälle und einen ersten Toten.
Da keine massenhaften Tests stattfinden und der angewandte Bluttest erst ab einer hohen Konzentration des Erregers anschlägt, galten die offiziell verbreiteten Zahlen der russischen Behörden aber als fragwürdig und zu niedrig gegriffen.
Am 23. März ordnete der Bürgermeister von Moskau an, dass Einwohner ab Alter 65 vom 26. März bis 14. April 2020 zu Hause bleiben müssen.
Anonym berichten Ärzte in Moskau von einem rasanten Anstieg an Lungenentzündungen in ihren Krankenhäusern. Am 25. März 2020 wurde die folgende Woche als landesweite bezahlte Ferienwoche deklariert. Anfang April wurde die landesweite „bezahlte“ Ferienwoche bis Ende April ausgedehnt, und zwar bei „vollem Gehalt“.
Mit der Republik Altai erreichte COVID-19 am 16. April 2020 alle Föderationssubjekte; damit waren um 27.000 Menschen in Russland erkrankt. Ende April 2020 wurden über 100.000 Infizierte registriert, Anfang Mai über 200.000 und Mitte Juni 2020 über 500.000. Anfang September 2020 wurden mehr als 1 Million Neuinfektionen gemeldet, Ende Oktober mehr als 1,5 Millionen und Ende Dezember über 3 Millionen. Ende April zählte man über 1000 Tote, Anfang Juni über 10.000, Ende September über 20.000 Tote und Mitte Dezember über 50.000. Ende Dezember 2020 wurde eine starke Übersterblichkeit festgestellt, die laut Vize-Ministerpräsidentin Tatjana Golikowa zu 81 Prozent auf COVID-19 zurückzuführen sei. Angesichts von 229.700 mehr Todesfällen als sonst üblich würde dies 186.000 COVID-19-Tote bedeuten. Russland wäre somit nach den USA und Brasilien das Land mit den drittmeisten Todesfällen weltweit.

### Schweiz

Bestätigte Infizierte in der Schweiz nach Daten der WHO; oben kumuliert, unten Tageswerte

Gemäß den Zahlen des Bundesamts für Statistik starben in der Schweiz von 2020 bis 2022 mehr als 19'365 Menschen an Covid-19, was 21 Toten auf 10'000 Einwohnern entspricht. Das Bundesamt für Gesundheit vermeldete am 25. Februar 2020 den ersten positiv getesteten Einwohner der Schweiz, einen im Kanton Tessin wohnhaften 70-jährigen Mann, der sich in der Nähe von Mailand angesteckt hatte.
Am 27. Februar wurden sieben weitere Fälle bekannt; in den folgenden Kantonen waren insgesamt acht bestätigte Corona-Patienten in Spitalpflege: Aargau, Basel-Stadt, Genf, Graubünden, Tessin, Waadt und Zürich. Alle Patienten waren kurz zuvor in Italien. Am 28. Februar 2020 wurde der erste Patient vom 25. Februar 2020 im Kanton Tessin als genesen aus dem Spital entlassen; am 5. März verstarb die erste Person in der Schweiz aus den Erstinfizierten im Kanton Waadt.
Auf den 17. März 2020 wurde für die Schweiz eine „Ausserordentliche Lage“ gemäß Epidemiengesetz ausgerufen; alle Läden, Restaurants, Bars sowie Unterhaltungs- und Freizeitbetriebe wurden bis zum 19. April 2020 geschlossen. Dienstleistungsbetriebe führten Homeoffice ein; auf die Verhängung einer Ausgangssperre wurde verzichtet im Vertrauen auf das Verantwortungsbewusstsein der Bürger. Unternehmen, welche den Betrieb behördlich verordnet einstellen mussten, erhielten von den Banken binnen Stunden Sofortkredite von bis zu 500.000 Franken, für die der Bund bürgt. Um Entlassungen zu vermeiden, wurden die Kriterien für den Bezug einer Kurzarbeitsentschädigung erleichtert. Die Schulen wurden landesweit geschlossen.
Der Bundesrat verlängerte am 8. April 2020 die «ausserordentliche Lage» bis zum 26. April 2020.
Am 16. April 2020 gab die Regierung drei Daten der Lockerung bekannt. Das betrifft ab dem 27. April die Spitäler für nicht-dringliche Eingriffe sowie Ärzte/Zahnärzte, Coiffeure, Physiotherapie, Kosmetikstudios, Baumärkte und Gartencenter; am 11. Mai nehmen die Volksschulen den Betrieb wieder auf und am 8. Juni auch die höheren Bildungseinrichtungen sowie Kulturinstitutionen und Zoos.
Am 17. Februar 2022 hob der Bundesrat fast alle Massnahmen auf. Zu den aufgehobenen Massnahmen zählen die Maskenpflicht an öffentlichen Orten, die 2G Regel und Zertifikatspflicht, so wie jegliche Abstandsregelungen. Die Maskenpflicht im öffentlichen Verkehr und in Krankenhäusern blieben jedoch noch einige Zeit bestehen.
Der Bundesrat kündigte kurz darauf an, dass einzelne Massnahmen wieder eingeführt werden können, falls es die Epidemiologische Situation verlangt.

### Vatikanstadt

Bestätigte Infizierte in Vatikanstadt nach Daten der WHO; oben kumuliert, unten Tageswerte

### Vereinigtes Königreich

Bestätigte Infizierte im Vereinigten Königreich nach Daten der WHO; oben kumuliert, unten Tageswerte

Am 15. März 2020 lag Großbritannien mit 21 Todesfällen nach Italien, Spanien und Frankreich in Europa an vierter Stelle, obwohl deutlich weniger positive Testergebnisse vorlagen als in diesen drei und weiteren drei Ländern.
Das Gesundheitssystem gilt als unterfinanziert und kaum auf eine Pandemie vorbereitet.
Bis zum 15. März ging Premierminister Boris Johnson gelassen mit der Pandemie um und lehnte Schutzmaßnahmen in großem Stil ab. Ab dem 18. März 2020 wurden sukzessive Maßnahmen (beginnend mit Schulschließungen) gegen die Pandemie getroffen. Anfang April begannen die Todesfälle auf 500 pro Tag zu steigen, und bereits am 10. April waren es 980, obwohl man nur die in Krankenhäusern verstorbenen Personen registrierte. Mitte April wurden 100.000 Infizierte gemeldet.
Bis zum 29. April 2020 enthielt die Statistik Großbritanniens nur in Krankenhäusern an COVID-19 Gestorbene; seit diesem Tag enthält sie auch die an anderen Orten (zum Beispiel in Altenheimen und Pflegeheimen) Gestorbenen. Am 29. Mai 2020 wurden 271.222 Infizierte und 38.161 Todesfälle gemeldet.
Im Dezember 2020 gab das Vereinigte Königreich bekannt, dass es eine neue Variante des SARS-CoV-2-Virus gebe. Sie breitet sich schneller aus und ist um 64 % tödlicher. Weite Teile Südost-Englands, darunter auch London, wurden unter neue, strengere Auflagen gestellt, um das sich schnell ausbreitende Virus einzudämmen. Nach Auskunft der Weltgesundheitsorganisation teilt das Vereinigte Königreich Informationen aus den laufenden Studien über die Mutation mit; die WHO werde die Mitgliedsstaaten und die Öffentlichkeit auf dem Laufenden halten, „wenn wir mehr über die Eigenschaften dieser Virusvariante [und] alle Auswirkungen erfahren“. Obwohl es „erhebliche Unsicherheiten“ gibt, sagte der britische Premierminister Boris Johnson, dass die neue Variante um bis zu 70 % übertragbarer sein könnte als die alte Variante. Nach Angaben von Beamten gibt es keine Beweise, die darauf hindeuten, dass die neue Variante eine höhere Sterblichkeitsrate verursacht oder durch Impfstoffe und Behandlungen anders beeinflusst wird.